# Miniature Card

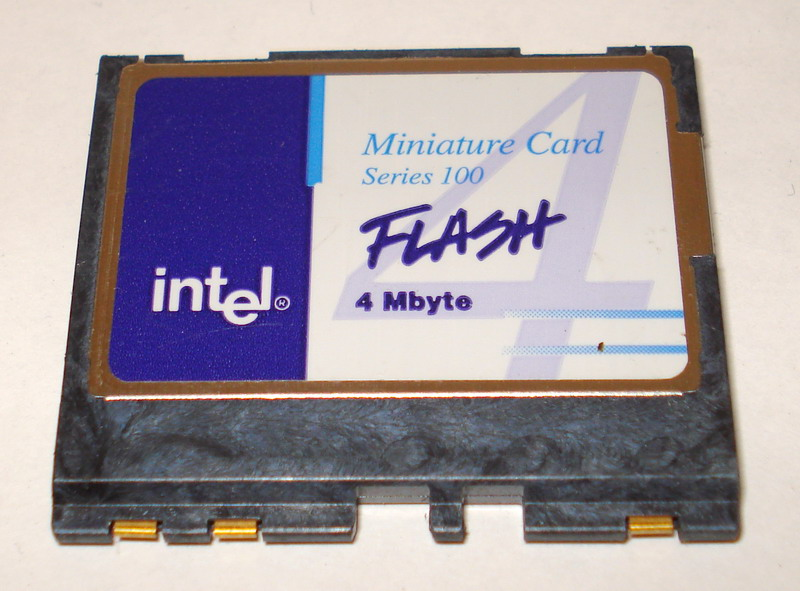
Miniature Card

Miniature Card (Tarjeta Miniatura en español) o Mini Card (Tarjeta Mini en español) es un estándar de tarjeta de memoria flash o SRAM (RAM síncrona), promovido por Intel en el año 1995 y respaldado por Fujitsu, Advanced Micro Devices y Sharp Electronics. Hoy en día, ninguna de las compañías mencionadas anteriormente la fabrican.

## Usos
La Miniature Card Card Implementers Forum (MCIF) promovió este tipo de tarjeta para ciertos dispositivos concretos, tales como: PDA's, ordenadores de bolsillo, grabadoras de audio digitales, cámaras digitales y en los primeros teléfonos inteligentes.Tenemos un ejemplo de su uso en dispositivos tales como Philips Velo 500 y CISCO 800 y 1700.

## Dimensiones
La Miniature Card, como su nombre indica, tiene unas dimensiones reducidas 37 × 45 × 3,5 mm de espesor, y puede tener dispositivos en ambos lados del sustrato.

## Características
- Tiene un conector de 60 pines que era un subconjunto de únicamente memoria de PCMCIA.
- Contaba con datos de 16 bits.
- Un bus de direcciones de 24 bits.
- Trabajaba a un voltaje de 3,3 o 5 voltios.
- Las tarjetas miniatura apoyan Attribute Information Structure (AIS) (Atributo Estructura de la Información) en la EEPROM identificación I²C.

El formato Miniature Card fue competidor de las tarjetas SmartMedia y CompactFlash. También se crean durante la década de 1990, y el anterior un tipo más grande que las tarjetas de PC. Esta batalla entre ambas tarjetas fue vencida por CompactFlash y tarjetas SmartMedia, que tuvieron mucho más éxito en el mercado de la electrónica de consumo, provocando así un déficit en las Mini Card's, lo cual terminó con la finalización de su fabricación.